# Asthenoctenus
Genre
Asthenoctenus est un genre d'araignées aranéomorphes de la famille des Ctenidae.

## Distribution
Les espèces de ce genre se rencontrent en Amérique du Sud.

## Liste des espèces
Selon World Spider Catalog (version 17.0, 23/05/2016) :
- Asthenoctenus borellii Simon, 1897
- Asthenoctenus bulimus (Strand, 1909)
- Asthenoctenus hingstoni (Mello-Leitão, 1948)
- Asthenoctenus longistylus Brescovit & Simó, 1998
- Asthenoctenus tarsalis (F. O. Pickard-Cambridge, 1902)

## Publication originale
- Simon, 1897 : Histoire naturelle des araignées. Paris, vol. 2, p. 1-192 (texte intégral).